# Carmenta
Carmenta, na mitologia romana, foi filha de Mercúrio e mãe de Evandro.
Carmenta foi a mãe de Evandro, filho de Mercúrio, e se chamava Nicóstrata. Ela tinha o dom da profecia, de onde deriva o nome Carmenta, de Carmen ou de carens mens. Ela foi a mãe de Evandro. Ela era adorada em Roma, especialmente pelas matronas romanas, e havia altares a ela na Porta Carmental, sob o Capitólio, onde eram feitos sacrifícios. Ela também tinha um templo no oitavo bairro da cidade, e honras heroicas eram dedicadas a ela.
Evandro, seu filho com Mercúrio, foi para a península Itálica por volta da época em que Hércules também foi, e derrotou o rei arborígene Arcas.